# 40459 Rektorys
40459 Rektorys è un asteroide della fascia principale. Scoperto nel 1999, presenta un'orbita caratterizzata da un semiasse maggiore pari a 2,7676920 UA e da un'eccentricità di 0,1131123, inclinata di 8,32322° rispetto all'eclittica.